# Sumu-El
Sumu-El ou Sumuel ou Sumu-Ilum, fut un roi amorrite de Larsa vers 1894-1866 av. J.-C. Son règne vit notamment s'achever (vers 1877 av. J.-C.) les travaux hydrauliques commencés par son prédécesseur, Abi-sarê, qui privèrent Isin de nombreux approvisionnements en eau. D'abord tenu en échec par Isin, il parvient ensuite à remporter plusieurs succès contre elle. Il s'empare notamment de Kish et surtout de la cité sainte de Nippur (qui sera perdue à sa mort) donnant un tour décisif aux guerres entre Isin et Larsa.